# Hans Setterberg
Hans Setterberg, född 1713 i Rök, död 28 maj 1797 i Vadstena. Han var en svensk snickarmästare och ålderman i Vadstena.

## Biografi
Setterberg var 1747 bosatt kvarteret Skänninge nummer 118 i Vadstena. Setterberg avled 28 maj 1797 i Vadstena.

### Familj
Setterberg gifte sig 19 maj 1747 i Vadstena med Anna Stina Gråberg (1723-1787). Hon var dotter till Nils Gråberg (död 1743) och Susanna Jonsdotter (död 1766). De fick tillsammans barnen Jacob (1748-1748), Nils (1749-1808), Sven Fredric (1756-1823), Anders (1761-1817) och Johan Petter (1764-1766).

## Produktion
- 1755 - Predikstol till Kumla kyrka, Östergötland.[8]

## Medarbetare
- Abraham Wetterholm (född 1752). Han var lärling 1770 hos Setterberg.